# Meli Derenalagi
Meli Derenalagi (Suva, 26 de novembro de 1998) é um jogador de rugby fijiano, que joga na posição de forward.

## Carreira
Fez parte do elenco da Seleção Fijiana de Rugby Sevens Masculino nos Jogos Olímpicos de Verão de 2020 em Tóquio, conquistando a medalha de ouro.